# Злински край
Злинският край (на чешки: Zlínský kraj или Zlínsko) е един от краевете на Чешката република. Разположен е в източната част на страната в историческия регион Моравия. Административен център на края е град Злин.

## География
Релефът на края е предимно планински. Равнинните местности се простират по протежение на река Морава и в района на град Ухерске Храдище. В северната част се намират Моравските Бескиди, а на юг се простират Белите Карпати, които образуват естествена граница със Словакия. На юг също така са разположени Всетинските планини и Визовицката планина. Във високите си части, Злинският край е беден на полезни изкопаеми и не е благоприятен за селско стопанство. Плодородни почви са налични само в речните долини. 49% от земята се използва за земеделие. В края се намират няколко големи защитени природни резервата, от които най-известните са „Бескиди“ и „Бели Карпати“, намиращи се под защитата на ЮНЕСКО. С цел насърчаване на международното сътрудничество в областта на екологията е създаден и еврорегиона „Бели Карпати“.

## Административно деление
Злинският край се дели на 4 окръга:
| Окръг           | Площ, км² | Население, жит. (2011) | Брой селища |
| --------------- | --------- | ---------------------- | ----------- |
| Кромержиж       | 796       | 105 569                | 79          |
| Ухерске Храдище | 991       | 141 467                | 78          |
| Всетин          | 1143      | 142 420                | 61          |
| Злин            | 1034      | 190 488                | 89          |

## Население

### Етнически състав през 2001 г.
Численост и дял на етническите групи според преброяването на населението през 2001 г.:
|            | Численост | Дял (в %) |
| Общо       | 595 010   | 100.00    |
| Чехи       | 508 037   | 85.38     |
| Моравци    | 65 048    | 10.93     |
| Словаци    | 7713      | 1.29      |
| Украинци   | 596       | 0.10      |
| Цигани     | 439       | 0.07      |
| Поляци     | 436       | 0.07      |
| Виетнамци  | 297       | 0.04      |
| Руснаци    | 221       | 0.03      |
| Германци   | 218       | 0.03      |
| Силезци    | 101       | 0.01      |
| Други      | 3618      | 0.60      |
| Неизвестни | 8286      | 1.39      |